# New Zealand Ice Hockey League 2005
Die Saison 2005 war die erste Spielzeit der New Zealand Ice Hockey League, der höchsten neuseeländischen Eishockeyspielklasse. Meister wurden zum ersten Mal überhaupt in der Vereinsgeschichte die Southern Stampede.

## Modus
In der Regulären Saison absolvierte jede der vier Mannschaften insgesamt sechs Spiele. Die beiden bestplatzierten Mannschaften qualifizierten sich für das Meisterschaftsfinale. Für einen Sieg nach regulärer Spielzeit erhielt jede Mannschaft drei Punkte, für ein Unentschieden zwei Punkte und für eine Niederlage nach der regulären Spielzeit null Punkte. Zudem erhielt der Vorletzte einen, der Letzte zwei Bonuspunkte.

## Reguläre Saison

### Tabelle
|    | Klub                   | Sp | S | U | N | Bonus | Tore  | Punkte |
| -- | ---------------------- | -- | - | - | - | ----- | ----- | ------ |
| 1. | Southern Stampede      | 6  | 4 | 2 | 0 | 0     | 32:21 | 16     |
| 2. | West Auckland Admirals | 6  | 2 | 4 | 0 | 3     | 31:22 | 14     |
| 3. | South Auckland Swarm   | 6  | 2 | 2 | 2 | 1     | 21:20 | 11     |
| 4. | Canterbury Red Devils  | 6  | 0 | 0 | 6 | 2     | 17:38 | 2      |

Sp = Spiele, S = Siege, U = Unentschieden, N = Niederlagen, OTS = Overtime-Siege, OTN = Overtime-Niederlage, SOS = Penalty-Siege, SON = Penalty-Niederlage

## Finale
- Southern Stampede – West Auckland Admirals 2:1/6:3